# Парагвай на летних Олимпийских играх 2024

## Квалификация
| № п/п | Вид спорта           | Мужчины        | Мужчины                | Женщины        | Женщины                | Всего          | Всего                  |
| № п/п | Вид спорта           | Завоевано квот | Количество спортсменов | Завоевано квот | Количество спортсменов | Завоевано квот | Количество спортсменов |
| ----- | -------------------- | -------------- | ---------------------- | -------------- | ---------------------- | -------------- | ---------------------- |
| 1     | Академическая гребля | 1              | 1                      | 1              | 1                      | 2              | 2                      |
| 2     | Гольф                | 1              | 1                      |                |                        | 1              | 1                      |
| 3     | Дзюдо                |                |                        | 1              | 1                      | 1              | 1                      |
| 4     | Лёгкая атлетика      | 1              | 1                      | 1              | 1                      | 2              | 2                      |
| 5     | Плавание             | 1              | 1                      | 1              | 1                      | 2              | 2                      |
| 6     | Пляжный волейбол     |                |                        | 1              | 2                      | 1              | 2                      |
| 7     | Футбол               | 1              | 19                     |                |                        | 1              | 19                     |
|       | ИТОГО                | 5              | 23                     | 5              | 6                      | 10             | 29                     |

## Состав команды
Академическая гребля
1. Хавьер Инсфран[англ.]
2. Алехандра Алонсо[англ.]

 Гольф
1. Фабрицио Занотти[англ.]

 Дзюдо
1. Габриэла Нарваес[англ.]

 Лёгкая атлетика
1. Сесар Альмирон[англ.]
2. Ксения Хиберт[англ.]

 Плавание
1. Матео Матеос[англ.]
2. Луана Алонсо[англ.]

 Пляжный волейбол
1. Хьюлиана Полетти[англ.]
2. Мичель Вальенте[англ.]

 Футбол
1. Роберто Хуниор Фернандес
2. Родриго Фрутос[нем.]
3. Алан Нуньес
4. Рональдо де Хесус
5. Леонардо Даниэль Ривас
6. Хильберто Флорес
7. Алексис Кантеро|
8. Фабиан Бальбуэна
9. Фернандо Роман Торалес
10. Маркос Гомес Паредес
11. Диего Гомес
12. Вильдер Виера[англ.]
13. Хулио Сесар Энсисо
14. Анхель Кардосо
15. Марсело Фернандес
16. Кевин Парсаюк
17. Энсо Гонсалес
18. Густаво Кабальеро
19. Марсело Перес

## Академическая гребля
Парагвай завоевал две квоты на участие в соревнованиях по академической гребле на Американской квалификационной регате 2024 года в Рио-де-Жанейро, Бразилия.
| Спортсмен        | Дисциплина       | Заезд   | Заезд | Утеш. заезд | Утеш. заезд | Четвертьфиналы | Четвертьфиналы | Полуфиналы | Полуфиналы | Финалы  | Финалы |
| Спортсмен        | Дисциплина       | Время   | Место | Время       | Место       | Время          | Место          | Время      | Место      | Время   | Место  |
| ---------------- | ---------------- | ------- | ----- | ----------- | ----------- | -------------- | -------------- | ---------- | ---------- | ------- | ------ |
| Хавьер Инсфран   | Мужчины одиночки | 7.14,14 | 5 R   | 7.08,29     | 2 QF        | 7.31,50        | 6 Q SC/D       | 7.00,93    | 3 Q FC     | 6.50,48 | 17     |
| Алехандра Алонсо | Женщины одиночки | 7.52,44 | 4 R   | 7.57,14     | 1 QF        | 7.47,40        | 4 Q SC/D       | 7.56,50    | 4 Q FD     | 7.42,09 | 19     |

## Гольф
Парагвай получил одно место в мужские соревнования по гольфу в соответствии с рейтингом IGF.
| Сопртсмен        | Категория | Раунд 1 | Раунд 2 | Раунд 3 | Раунд 4 | Итого | Итого | Итого |
| Сопртсмен        | Категория | Счет    | Счет    | Счет    | Счет    | Счет  | К пар | Место |
| ---------------- | --------- | ------- | ------- | ------- | ------- | ----- | ----- | ----- |
| Фабрицио Занотти | Мужчины   | 70      | 69      | 71      | 71      | 281   | −3    | =33   |

## Дзюдо
Парагвай получил по рейтингу IJF одно место в женских соревнованиях.
| Спортсмен        | Категория        | 1/16 финала              | 1/8 финала                | Четвертьфиналы                    | Полуфиналы         | Утеш. поединки               | Финал / За 3 место    | Финал / За 3 место |
| Спортсмен        | Категория        | Соперник Результат       | Соперник Результат        | Соперник Результат                | Соперник Результат | Соперник Результат           | Соперник Результат    | Место              |
| ---------------- | ---------------- | ------------------------ | ------------------------- | --------------------------------- | ------------------ | ---------------------------- | --------------------- | ------------------ |
| Габриэла Нарваес | Женщины до 48 кг | GABВиржиния Эмар В 11–00 | PORКатарина Кошта В 10–00 | MGLБавуудоржийн Баасанхуу П 00–10 | —                  | KAZАбиба Абужакынова П 00–10 | завершила выступление | 7                  |

## Легкая атлетика
Парагвай получил два универсальных места в легкоатлетические соревнования, по одному у мужчин и женщин.
Беговые дисциплины
| Спортсмен      | Дисциплина    | Предв. круг | Предв. круг | Забеги    | Забеги | Утеш. забеги | Утеш. забеги | Полуфиналы            | Полуфиналы            | Финал                 | Финал                 |
| Спортсмен      | Дисциплина    | Результат   | Место       | Результат | Место  | Результат    | Место        | Результат             | Место                 | Результат             | Место                 |
| -------------- | ------------- | ----------- | ----------- | --------- | ------ | ------------ | ------------ | --------------------- | --------------------- | --------------------- | --------------------- |
| Сесар Альмирон | Мужчины 200 м | —           | —           | 20,87     | 6 R    | DSQ          | DSQ          | завершил выступление  | завершил выступление  | завершил выступление  | завершил выступление  |
| Ксения Хиберт  | Женщины 100 м | 11,77       | 7 Q         | 11,82     | 60     | —            | —            | завершила выступление | завершила выступление | завершила выступление | завершила выступление |

## Плавание
Парагвай получил два универсальных места для участия в олимпийском турнире пловцов.
| Спортсмен    | Дисциплина               | Заплывы | Заплывы | Полуфиналы            | Полуфиналы            | Финал                 | Финал                 |
| Спортсмен    | Дисциплина               | Время   | Место   | Время                 | Место                 | Время                 | Место                 |
| ------------ | ------------------------ | ------- | ------- | --------------------- | --------------------- | --------------------- | --------------------- |
| Матео Матеос | Мужчины 200 м комплекс   | 2.03,45 | 20      | завершил выступление  | завершил выступление  | завершил выступление  | завершил выступление  |
| Луана Алонсо | Женщины 100 м баттерфляй | 1.03,09 | 29      | завершила выступление | завершила выступление | завершила выступление | завершила выступление |

## Пляжный волейбол
Парагвай завоевал одну квоту на участие в женском олимпийских турнирах по пляжному волейболу после победы на Кубке CSV 2024 года для Южной Америки.
| Спортсмены                       | Категория | Групповой этап                                                 | Групповой этап                                            | Групповой этап                                             | Групповой этап | 1/8 финала            | Четвертьфиналы        | Полуфиналы            | Финал / Матч за 3 место | Место                 |
| Спортсмены                       | Категория | Соперник Счёт                                                  | Соперник Счёт                                             | Соперник Счёт                                              | Место          | Соперник Счёт         | Соперник Счёт         | Соперник Счёт         | Соперник Счёт           | Место                 |
| -------------------------------- | --------- | -------------------------------------------------------------- | --------------------------------------------------------- | ---------------------------------------------------------- | -------------- | --------------------- | --------------------- | --------------------- | ----------------------- | --------------------- |
| Хьюлиана Полетти Мичель Вальенте | Женщины   | CANМелисса Умана-Паредес / Брэнди Уилкерсон П 0-2 16–21, 12–21 | LATТина Граудиня / Анастасия Самойлова П 0-2 19–21, 15–21 | SUIЭсме Бёбнер / Зоэ Верже-Депре П 1-2 21–23, 21–18, 12–15 | 4              | завершили выступление | завершили выступление | завершили выступление | завершили выступление   | завершили выступление |

## Футбол
Мужская олимпийская сборная Парагвая по футболу завоевала право участвовать в олимпийском турнире, выиграв Предолимпийский турнир Южной Америки 2024 года в Венесуэле.
| Команда  | Соревнование   | Групповая стадия | Групповая стадия | Групповая стадия | Групповая стадия | Четвертьфиналы       | Полуфиналы            | Финал / За 3 место    | Финал / За 3 место    |
| Команда  | Соревнование   | Соперник Счёт    | Соперник Счёт    | Соперник Счёт    | Место            | Соперник Счёт        | Соперник Счёт         | Соперник Счёт         | Место                 |
| -------- | -------------- | ---------------- | ---------------- | ---------------- | ---------------- | -------------------- | --------------------- | --------------------- | --------------------- |
| Парагвай | Мужской турнир | Япония П 0–5     | Израиль В 4–2    | Мали В 1–0       | 2 Q              | Египет П 1–1 ПЕН 4–5 | завершили выступление | завершили выступление | завершили выступление |

### Мужской турнир
Состав команды
| №              | Имя                       | Клуб                     | Дата рождения         | Возраст | Игр     | Голов   |
| Вратари        | Вратари                   | Вратари                  | Вратари               | Вратари | Вратари | Вратари |
| -------------- | ------------------------- | ------------------------ | --------------------- | ------- | ------- | ------- |
| 1              | Роберто Хуниор Фернандес* | Ботафого                 | 29 марта 1988 года    | 36 лет  | —       | —       |
| 12             | Родриго Фрутос            | Олимпия (Асунсьон)       | 6 января 2003 года    | 21 год  | —       | —       |
| 22             | Факундо Инсфран           | Олимпия (Асунсьон)       | 4 мая 2006 года       | 18 лет  | —       | —       |
| Защитники      |                           |                          |                       |         |         |         |
| 2              | Алан Нуньес               | Серро Портеньо           | 1 октября 2004 года   | 19 лет  | —       | —       |
| 3              | Рональдо де Хесус         | Серро Портеньо           | 21 апреля 2001 года   | 23 года | —       | —       |
| 4              | Леонардо Даниэль Ривас    | Насьональ                | 6 декабря 2001 года   | 22 года | —       | —       |
| 5              | Хильберто Флорес          | Спортиво Триниденсе      | 1 апреля 2003 года    | 21 год  | —       | —       |
| 13             | Алексис Кантеро           | Гуарани                  | 5 февраля 2003 года   | 21 год  | —       | —       |
| 14             | Фабиан Бальбуэна*         | Динамо (Москва)          | 23 августа 1991 года  | 32 года | —       | —       |
| 16             | Фернандо Роман Торалес    | Гуарани                  | 23 февраля 2001 года  | 23 года | —       | —       |
| Полузащитники  |                           |                          |                       |         |         |         |
| 6              | Маркос Гомес Паредес      | Олимпия (Асунсьон)       | 10 ноября 2001 года   | 22 года | —       | —       |
| 8              | Диего Гомес (к)           | Интер Майами             | 27 марта 2003 года    | 21 год  | —       | —       |
| 10             | Вильдер Виера             | Серро Портеньо           | 4 марта 2002 года     | 22 года | —       | —       |
| 15             | Хулио Сесар Энсисо        | Брайтон энд Хоув Альбион | 23 января 2004 года   | 20 лет  | —       | —       |
| 20             | Анхель Кардосо*           | Либертад                 | 19 октября 1994 года  | 29 лет  | —       | —       |
| 21             | Рубен Лескано             | Либертад                 | 9 февраля 2004 года   | 20 лет  | —       | —       |
| Нападающие     |                           |                          |                       |         |         |         |
| 7              | Марсело Фернандес         | Либертад                 | 25 октября 2001       | 22 года | —       | —       |
| 9              | Кевин Парсаюк             | Олимпия (Асунсьон)       | 9 августа 2002        | 21 год  | —       | —       |
| 11             | Энсо Гонсалес             | Вулверхэмптон Уондерерс  | 20 января 2005        | 19 лет  | —       | —       |
| 17             | Густаво Кабальеро         | Насьональ                | 21 сентября 2001 года | 22 года | —       | —       |
| 18             | Марсело Перес             | Уракан                   | 23 марта 2001 года    | 23 года | —       | —       |
| 19             | Тьяго Кабальеро           | Насьональ                | 27 мая 2005 года      | 18 лет  | —       | —       |
| Главный тренер |                           |                          |                       |         |         |         |
| Флаг Парагвая  | Карлос Хара Сагиер        | Карлос Хара Сагиер       | 25 августа 1950 года  | 73 года |         |         |

Групповой этап
| Поз | Команда  | И | В | Н | П | МЗ | МП | РМ | О | Квалификация     |
| --- | -------- | - | - | - | - | -- | -- | -- | - | ---------------- |
| 1   | Япония   | 3 | 3 | 0 | 0 | 7  | 0  | +7 | 9 | Выход в плей-офф |
| 2   | Парагвай | 3 | 2 | 0 | 1 | 5  | 7  | −2 | 6 | Выход в плей-офф |
| 3   | Мали     | 3 | 0 | 1 | 2 | 1  | 3  | −2 | 1 |                  |
| 4   | Израиль  | 3 | 0 | 1 | 2 | 3  | 6  | −3 | 1 |                  |

| Япония                                        | 5:0     | Парагвай |
| --------------------------------------------- | ------- | -------- |
| Мито 18′, 63′ · Ямамото 69′ · Фудзио 81′, 87′ | (отчёт) |          |

| Израиль                   | 2:4     | Парагвай                                           |
| ------------------------- | ------- | -------------------------------------------------- |
| Гандельман 53′ · Глух 80′ | (отчёт) | Фернандес 25′ 90+6′ · Энсисо 69′ · Бальбуэна 90+3′ |

| Парагвай     | 1:0     | Мали |
| ------------ | ------- | ---- |
| Фернандес 5′ | (отчёт) |      |

Четвертьфинал
| Египет                                                               | 1:1 (доп. вр.) | Парагвай                                         |
| -------------------------------------------------------------------- | -------------- | ------------------------------------------------ |
| Адель 88′                                                            | (отчёт)        | Гомес 71′                                        |
| Пенальти                                                             |                |                                                  |
| - Ахмед Кока · Мохаммед эль-Ненни · Эль Дебес · Абдельмагуид · Адель | 5:4            | - Д.Гомес · Перес · Виера · М. Гомес · Бальбуэна |